# HMS Nestor (1915)

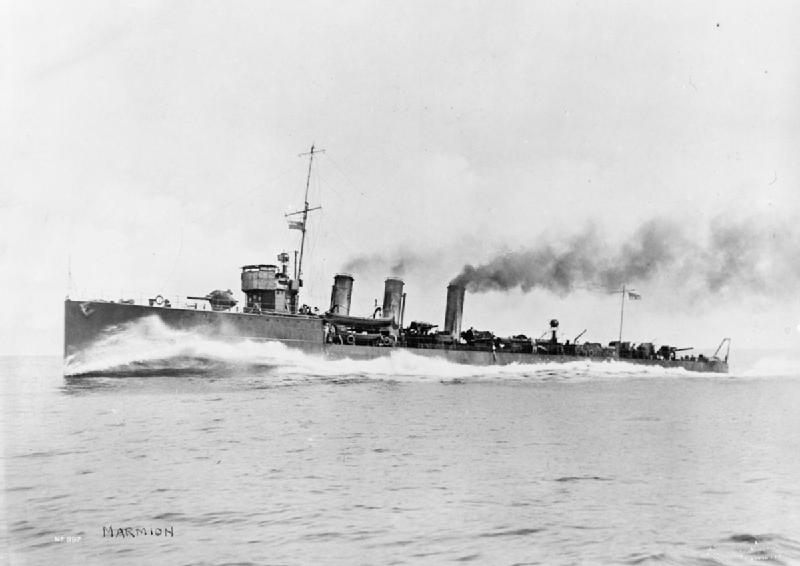
HMS Marmion av Admirality M-klass och systerfartyg till HMS Nestor.

HMS Nestor var en brittisk jagare av Admiralty M-klass som tjänstgjorde under det första världskriget. Hon tillhörde den 13. jagarflottiljen vid slaget vid Jylland 1916 och sänktes den 31 maj tillsammans med systerfartyget HMS Marmion.
Vraket av HMS Nestor skyddas sedan 1986 av Storbritannien genom Protection of Military Remains Act.